# 1169
1169 (MCLXIX) fue un año común comenzado en miércoles del calendario juliano.

## Acontecimientos
- 4 de febrero: Un fuerte terremoto de 7,3 sacude Sicilia provocando un tsunami que deja 25.000 muertos.
- Enrique II de Inglaterra inicia la conquista de Irlanda.
- Nur ad-Din invade Egipto, y su sobrino Saladino se convierte en sultán del territorio conquistado por Nur ad-Din.

## Nacimientos
- 10 de septiembre - Alejo II Comneno, emperador bizantino.

## Fallecimientos
- 2 de enero - , Bertrand de Blanchefort Gran Maestre de la Orden del Temple.  (n. 1109).
- Thoros II, soberano del reino armenio de Cilicia.